# Mauricio Armero
Mauricio Cortés Armero (Tumaco, Nariño, Colombia; 9 de febrero de 1997) es un futbolista colombiano. Juega de extremo y su equipo actual es el Al Hamriyah de la División 1 de Emiratos Árabes Unidos.

## Trayectoria

### Inicios
Empezó en una escuela de formación en Tumaco (JAC) después de un tiempo fue llevado a cali para desarrollar su talento, luego pasó por Alianza Deportiva, La Mazzia e hizo parte de la Selección Valle.
Estuvo a prueba también en el Córdoba Club de Fútbol de España.

### Independiente Medellín
Arribó al Independiente Medellín en el 2016, destacándose como un jugador encarador, hábil y con buena pegada, cualidades que le hicieron un lugar en el primer equipo. 
En la Copa Sudamericana 2016 logró anotar su primer gol internacional, en condición de local frente al Real Santa Cruz.
En su primer semestre como profesional anotó 6 goles. 

## Clubes
| Club                           | País               | Año         | Partidos | Goles |
| ------------------------------ | ------------------ | ----------- | -------- | ----- |
| Independiente Medellín         | Colombia           | 2016 - 2021 | 33       | 7     |
| La Equidad (préstamo)          | Colombia           | 2017        | 12       | 0     |
| Karpaty Lviv (préstamo)        | Ucrania            | 2018        | 3        | 0     |
| Jaguares de Córdoba (préstamo) | Colombia           | 2018 - 2019 | 27       | 5     |
| Deportes Quindío               | Colombia           | 2021        | 18       | 0     |
| Always Ready                   | Bolivia            | 2022        |          |       |
| Cúcuta Deportivo               | Colombia           | 2022        |          |       |
| Comerciantes                   | Perú               | 2023        | 19       | 2     |
| Tainan City                    | República de China | 2024        |          |       |
| Al Hamriyah                    | EAU                | 2025 - act. |          |       |

## Palmarés

### Torneos nacionales
| Título          | Club                   | País     | Año  |
| --------------- | ---------------------- | -------- | ---- |
| Torneo Apertura | Independiente Medellín | Colombia | 2016 |
| Copa Colombia   | Independiente Medellín | Colombia | 2019 |